# Kaleva (personnamn)
Kaleva eller Kalevi är ett finsk nationalromantiskt mansnamn.
Elias Lönnrot betraktar huvudpersonerna i Kalevala som ättlingar till Kaleva, därav benämningarna "Kalevan kansa" ("Kalevas folk") och "Kalevan suku" ("Kalevas ätt").

## Personer med namnet Kaleva eller Kalevi
- Urho Kaleva Kekkonen, en av Finlands presidenter
- Kalevi Aho, finländsk kompositör
- Kalevi Sorsa, en av Finlands statsministrar
- Kalevi Wiik, finländsk lingvist
- Jaakko Eino Kalevi finländsk musiker